# 24 Horas de Interlagos
24 Horas de Interlagos foi uma prova automobilística de longa duração realizada no Autódromo José Carlos Pace, também conhecido como Autódromo de Interlagos, e que está localizado na cidade de São Paulo.
A prova foi criada por Eloy Gogliano e Wilson Fittipaldi (então conhecido como "Barão" em 1960). 

## Resultados
1960
1. Álvaro Varanda/Aílton Varanda (FNM/JK) - 299 voltas
2. Chico Landi/Camillo Christófaro (FNM/JK) - 293 voltas
3. Carlo Lissoni/Luciano Della Porta (FNM/JK) - 293 voltas
4. Karl Iwers/Diogo Ellwanger (DKW Vemag) - 280 voltas
5. Waldemir Costa/Zoroastro Avon (Simca Chambord) - 280 voltas

1961
A segunda prova foi no ano seguinte em 3 e 4 de junho de 1961 com organização do Centauro Motor Clube e promoção da Rádio Panamericana.
1. Chico Landi/Christian Heins (FNM/JK) - 308 voltas (102,166 km/h)
2. Álvaro Varanda/Eugenio Martins (FNM/JK) - 307 voltas
3. Camillo Christófaro/Jean Louis Lacerda (FNM/JK) - 307 voltas
4. Aílton Varanda/Mário Olivetti (FNM/JK) - 307 voltas
5. Zoroastro Avon/Waldemir Costa (Simca) - 296 voltas

Depois dessa prova houve um intervalo de cinco anos.
1966
Novamente organizada pelo Centauro Motor Clube e promoção da Rádio Panamericana aconteceu nos dias 28 e 29 de maio de 1966 mais uma edição da prova. Neste ano foram admitidos carros importados por causa da divergência CBA x ACB e as fábricas ameaçando não participar, o que acabou não acontecendo.
1. Emilio Zambello/Ubaldo Cesar Lolli (Alfa Giulia) - 302 voltas
2. Piero Gancia/Marivaldo Fernandes (Alfa Giulia) - 301 voltas
3. Carol Figueiredo/Francisco Lameirão (Renault R8)
4. Expedito Marazzi/Walter Hahn (Simca Rallye)
5. Emerson Fittipaldi/Lian Duarte (Renault 1093)

1970
Finalmente em 1970, ou seja, 4 anos depois, foi realizada a ultima edição da prova, em 23 e 24 de maio de 1970 outra vez organizada pelo Centauro Motor Clube, com promoção da Folha da Tarde e Radio e TV Bandeirantes.
1. Bird Clemente/Nilson Clemente (Opala) - 356 voltas
2. Emerson Maluf/Fausto Dabbur (VW sedã) - 350 voltas
3. Ugo Galina/Jayme Silva (FNM/JK 2000) - 350 voltas
4. Pedro V. de Lamare/Claudio Daniel Rodrigues Filho (Ford Corcel) 342 voltas
5. Emilio Zambello/Piero Gancia (FNM/JK 2000) - 342 voltas

Todas essa provas foram realizadas pelo circuito antigo de Interlagos.